# 利比亚之盾旅
利比亚之盾旅（阿拉伯语：كتيبة درع ليبيا），又称利比亚之盾力量（قوة درع ليبيا），是利比亚的一个武装组织，成立于2012年，由利比亚各地的反卡扎菲武装团体组成。利比亚国民代表大会将该组织的大部分分支指定为恐怖组织。2012年初，该组织中的一些成员被证实与基地组织有关联。
在第二次利比亚内战中，该组织支持伊斯兰原教旨主义阵营。2019年，该组织协助民族团结政府抵御利比亚国民军对利比亚首都的黎波里的进攻。